# Женская сборная Никарагуа по волейболу
Женская национальная сборная Никарагуа по волейболу (исп. Selección femenina de voleibol de Nicaragua) — представляет Никарагуа на международных волейбольных соревнованиях. Управляющей организацией выступает Никарагуанская федерация волейбола (исп. Federación Nicaragüense de Voleibol — FNVB).

## История
Волейбол в Никарагуа появился во 2-й половине 1960-х годов в городах атлантического побережья страны. Национальная федерация волейбола основана в 1970, но в ФИВБ и NORCECA вступила лишь через 10 лет — в 1980 году.
На международной арене женская сборная Никарагуа впервые появилась в 1970 году, когда приняла участие в Центральноамериканских и Карибских играх. Дебют вышел неудачным — 10 поражений в 10 матчах и ни одного выигранного сета, причём в стартовом поединке против команды Кубы никарагуанские волейболистки все три партии проиграли с одинаковым счётом 0:15. В последующие 17 лет сборная Никарагуа ограничивалась участием в розыгрышах Центральноамериканского Кубка, в Центральноамериканских играх и лишь раз (в 1982 году) вновь выступила на играх стран Центральной Америки и Карибского бассейна.
В 1987 году волейболистки Никарагуа в первый и пока последний раз участвовала в чемпионате NORCECA, который проходил в столице Кубы Гаване. Стартовый матч против кубинок прошёл словно под копирку их поединка 17-летней давности — поражение 0:3 и вновь ни одного набранного игрового очка. В остальных пяти матчах турнира команда Никарагуа также проиграла, причём с разгромным счётом в партиях сборным Канады, США, Пуэрто-Рико и Мексики, и лишь в игре против команды Американских Виргинских островов сумела навязать соперницам серьёзную борьбу, уступив лишь в пяти сетах.
С 2006 сборная Никарагуа регулярно принимает участие в отборочных турнирах чемпионатов мира, но лишь в 2014 оказалась наиболее близка от попадания на мировое первенство. В 3-м раунде континентальной квалификации в своей группе никарагуанские волейболистки лишь в финале проиграли сборной Доминиканской Республики, а в дополнительном этапе отбора заняли 4-е место из 5 команд, опередив Панаму и уступив командам Мексики, Тринидада и Тобаго и Коста-Рики.
Если в континентальные соревнования сборная Никарагуа заявляется лишь эпизодически, то в розыгрышах Центральноамериканского Кубка участвует постоянно и является 15-кратным призёром этого турнира, в котором выступают национальные команды стран-членов Ассоциации волейбольных федераций Центральной Америки (FECAVOL) — составной части Конфедерации волейбола Северной, Центральной Америки и Карибского бассейна (NORCECA). При этом в розыгрыше 2014, прошедшем в Гватемале, никарагуанские волейболистки чуть было не сместили с чемпионской позиции бессменного вот уже на протяжении 21 года победителя — сборную Коста-Рики. В первом же матче соревнований команда Никарагуа после трёх сыгранных партий против костариканок вела в счёте 2:1, но победы всё же не удержала и в итоге, победив всех остальных соперников, второй турнир подряд выиграла серебряные медали.  
Кроме этого, сборная Никарагуа участвовала во всех 10-ти волейбольных турнирах Центральноамериканских игр, 7 раз выиграв медали соревнований.
В 2016 году розыгрыш Центральноамериканского Кубка прошёл в ноябре-декабре в столице Никарагуа Манагуа в рамках зонального раунда отборочного турнира чемпионата мира 2018. Уверенную победу одержала команда-хозяйка, отдав за 4 матча своим соперникам лишь одну партию (сильнейшая команда региона — сборная Коста-Рики — в турнире участия не принимала, так как по рейтингу уже имела путёвку в финал североамериканской квалификации). Две лучшие команды розыгрыша — Никарагуа и Гватемала — квалифицировались в финальный этап североамериканской квалификации чемпионата мира, но там заняли в своих группах третьи места и на мировое первенство не попали.

## Результаты выступлений и составы

### Чемпионаты мира
Сборная Никарагуа принимала участие в 4 отборочных турнирах чемпионатов мира.
- 2006 — не квалифицировалась
- 2010 — не квалифицировалась
- 2014 — не квалифицировалась
- 2018 — не квалифицировалась

- 2006 (квалификация): Мириам Бландино, Мирейинес Тельес, Эйсель Каркаче, Лолетт Родригес Сондерс, Амалия Эрнандес Гарсия, Элен Транья Луго, Клаудия Ногера Майорга, Эйди Транья, Джоана Падилья, Берта Фиерро, Эйди Ростран, Клаудия Торрес. Тренер — Рене Кинтана Перейра.
- 2010 (квалификация): Мириам Бландино, Элен Транья Луго, Эйсель Каркаче, Лолетт Родригес Сондерс, Амалия Эрнандес Гарсия, Патрисия Барриос, Клаудия Ногера Майорга, Эйди Транья, Жаклин Торуньо, Берта Фиерро, Эйди Ростран, Мария Искьердо. Тренер — Рене Кинтана Перейра.
- 2014 (квалификация): Мириам Бландино, Валерия Мендоса, Элиани Лопес, Марьюри Торрес Тоби, Элен Транья Луго, Эйсель Каркаче, Эухения Секейра, Лолетт Родригес Сондерс, Амалия Эрнандес Гарсия, Флорелиса Наоми Смит, Клаудия Ногера Майорга, Эйди Транья, Джуни Агилера Кинтеро, Кэти Гонсалес Гутьеррес, Джозафа Диас Эскорсия, Клаудия Мачадо, Ана Лайнес. Тренер — Рене Кинтана Перейра.
- 2018 (квалификация): Андреа Перейра Эррера, Мария Арсия Муньос, Марьюри Торрес Тобле, Элен Транья Луго, Лолетт Родригес Сондерс, Амалия Эрнандес Гарсия, Клаудия Ногера Майорга, Хейди Транья Луго, Джуни Агилера Кинтеро, Кэти Гонсалес Гутьеррес, Джозафа Диас Эскорсия, Эрика Калеро, Бренда Гомес Лопес. Тренер — Рене Кинтана Перейра.

### Кубок претендентов ФИВБ
- 2018 — не квалифицировалась

### Чемпионаты NORCECA
Сборная Никарагуа принимала участие только в одном чемпионате NORCECA.
- 1987 — 7-е место

### Панамериканский Кубок
Сборная Никарагуа участвовала только в одном розыгрыше Панамериканского Кубка.
- 2022 — 10-е место

### Центральноамериканские и Карибские игры
До 1966 в Центральноамериканских и Карибских играх сборная Никарагуа участия не принимала.
| - 1970 — 6-е место - 1974 — не участвовала - 1978 — не участвовала - 1982 — 9-е место - 1986 — не участвовала - 1990 — не участвовала - 1993 — не участвовала | - 1998 — 7-е место - 2002 — 6-е место - 2006 — не участвовала - 2010 — 7-е место - 2014 — не участвовала - 2018 — не участвовала - 2023 — не участвовала |

- 2002: Клаудия Торрес, Карен Лопес, Лия Крус, Эйсель Каркаче, Валерия Мендоса, Габриэла Турсиос, Мириам Бландино, Клаудия Ногера Майорга, Эйди Транья, Джоанна Падилья, Берта Фиерро, Эйди Ростран. Тренер — Рене Кинтана Перейра.
- 2010: Жаклин Торуньо, Марьюри Торрес Тоби, Элен Транья Луго, Джозафа Диас Эскорсия, Лолетт Родригес Сондерс, Амалия Эрнандес Гарсия, Джоана Падилья, Клаудия Ногера Майорга, Берта Фиерро, Ада Солорсано, Клаудия Мачадо, Мария Искьердо. Тренер — Рене Кинтана Перейра.

### Центральноамериканские игры
| - 1973 — 4-е место - 1977 — 4-е место - 1986 — 2-е место - 1990 — 4-е место - 1994 — 2-е место | - 1997 — 3-е место - 2001 — 3-е место - 2010 — 2-е место - 2013 — 3-е место - 2017 — 2-е место |

### Центральноамериканский Кубок
| - 1974 — 5-е место - 1976 — 4-е место - 1977 — 4-е место - 1987 — 3-е место - 1989 — 4-е место - 1991 — 3-е место - 1993 — 2-е место - 1995 — 5-е место - 1997 — 3-е место - 1999 — 3-е место - 2000 — 2-е место | - 2002 — 2-е место - 2004 — 3-е место - 2006 — 3-е место - 2008 — 3-е место - 2010 — 3-е место - 2012 — 2-е место - 2014 — 2-е место - 2016 — 1-е место - 2018 — 5-е место - 2021 — 2-е место - 2023 — 3-е место |

### Центральноамериканский «Финал четырёх»
- 2024 —  1-е место

## Состав
Сборная Никарагуа в розыгрыше Центральноамериканского «Финал четырёх» 2024.
| №  | Имя, фамилия             | Год рождения | Рост | Амплуа      | Клуб                   |
| -- | ------------------------ | ------------ | ---- | ----------- | ---------------------- |
| 3  | Мария Роа Галеано        | 2003         | 165  | либеро      | «Пантерас» Манагуа     |
| 4  | Эллен Транья Луго        | 1983         | 180  | нападающая  | «Хагуарес УАМ» Манагуа |
| 5  | Норма Бренес Савала      | 2004         | 165  | нападающая  | «Хагуарес УАМ» Манагуа |
| 6  | Саманта Варгас Алеман    | 2005         | 169  | нападающая  | «Хагуарес УАМ» Манагуа |
| 7  | Мария Ривера Монтойя     | 2004         | 179  | центральная | «Хагуарес УАМ» Манагуа |
| 8  | Далия Конто Калеро       | 2000         | 178  | нападающая  | «Леонас» Манагуа       |
| 9  | Масьель Бренес Клементе  | 2002         | 178  | центральная | «Леонас» Манагуа       |
| 10 | Бриса Перес Медаль       | 2005         | 171  | нападающая  | «Пантерас» Манагуа     |
| 13 | Хосафат Диас Эскордия    | 1993         | 176  | центральная | «Реал Эстели» Манагуа  |
| 15 | Эрика Конто Калеро       | 1996         | 177  | нападающая  | «Пантерас» Манагуа     |
| 17 | Бриттани Форбс Усага     | 2002         | 178  | центральная | «Пантерас» Манагуа     |
| 19 | Марсела Мартинес Кабесас | 2007         | 172  | центральная | «Пантерас» Манагуа     |

- Главный тренер — Рене Кинтана Перейра.
- Тренеры — Клаудия Ногера Майорга, Бехарано Эстрада Марвин.